# Avedøre
Avedøre er en bydel i Storkøbenhavn, beliggende som et sammenhængende boligområde i Hvidovre Kommune. Før 1. april 1974 var det en del af Glostrup Kommune. Avedøre grænser op til Brøndby Strand mod vest, til Brøndbyøster mod nord, til Hvidovre mod øst og Køge Bugt mod syd. I Avedøre Sogn boede der pr. 2011 15.001 indbyggere, mens der i kommunen bor 53.760 indbyggere  (2024).
Avedøre domineres af Avedøre Stationsby, der blev opført i tråd med Fingerplanen, som i 1972 gav bydelen en S-togs-station på Køge Bugt-banen, Avedøre Station. Avedøre Stationsby er omkring 70 ha. stor, er opført i årene 1972-1982 og er en totalplanlagt bydel. Særligt karakteristisk er lejlighedsbyggeriet 'Store Hus' ved stationen som udover at være et lejlighedskompleks også huser en række forskellige butikker og madsteder. Stationsbyen afgrænses af en række 4-etagers huse. I midten er der tæt-lav-bebyggelse i form af toplans rækkehuse. Bebyggelsen gennemskæres af en række institutioner – børnehaver, Hvidovre ungdomsskole, Avedøre biblioteket, kirke samt Avedøre idrætscenter med sports- og svømmehal og Hvidovre Gymnasium. Under 1970'ernes økonomiske krise blev mange med sociale problemer anvist en bolig i Avedøre Stationsby, hvilket gav området ry for at være en ghetto. Området gennemgik i midten af 1990'erne et kvartersløft, hvilket sammen med en meget restriktiv udlejningspolitik forvaltet af Hvidovre kommune, har ført til en afbalanceret bydel med mange tilbud og muligheder.
Avedørelejren, der tidligere var et militært område, ejes i dag af Hvidovre Kommune for ca 30% vedkommendes. Resten er privat eller ejet af Grundejerforeningen Avedørelejren. Bygningerne rummer bl.a. boliger og institutioner, mens Filmbyen har til huse i en række af de gamle kasernebygninger. Blandt de filmselskaber der holder til i lejren, er Zentropa.
Syd for Amagermotorvejen findes industriområdet Avedøre Holme. Området er kunstigt inddæmmet i 1960'erne og rummer i dag bl.a. vindmøller, kloakværk, et kontorhus samt kraftvarmeværket Avedøreværket.